# Christian Blanckaert
Pour les articles homonymes, voir Blanckaert.
Christian Blanckaert, né le 9 juillet 1945, est un homme d'affaires français.

## Biographie
Christian Blanckaert est diplômé de l’Institut d'études politiques de Paris et de l'INSEAD (MBA). Il est licencié en droit.
Christian Blanckaert a dirigé la chaîne Bricorama, la société Thomson, la société commerciale d'affrètement et de combustibles (SCAC) et la Maison de la France avant d'être nommé en 1988 dans le luxe, à la tête du Comité Colbert.
De 1996 à 2009, il est le PDG d'Hermès Sellier et directeur général d'Hermès International.
De 2009 à 2015, il est président du conseil de surveillance de Petit Bateau.   
De 1977 à 2008, Christian Blanckaert est adjoint puis maire de Varengeville-sur-Mer. De 1991 à 2002, il est vice-président d'Action contre la faim. Il est président de L’ENSAD (école supérieure des arts décoratifs) à partir de 1999.  
Il est professeur à l'ESSEC.

## Écrivain
Christian Blanckaert est l'auteur de plusieurs ouvrages :
- Les Chemins du luxe, Grasset, 1996  (ISBN 224652461X)
- Des Portraits en clair-obscur, Balland, 2003  (ISBN 2715814585)
- Roger Salengro, chronique d'une calomnie, Balland, 2004  (ISBN 2715815026)
- Luxe, Cherche Midi, 2008  (ISBN 2749110343)
- Les 100 mots du Luxe, PUF, coll. Que sais-je ?, 2010  (ISBN 2130608469)
- Luxe Trotter, Cherche Midi, 2012  (ISBN 2749121477)
- The Road to Luxury (avec Ashok Som), Wiley, 2015  (ISBN 978-0470830024)
- Instants précieux, Allary Editions, 2018  (ISBN 9782370731685)
- Journal d’un maire de campagne PLON 2023

## Distinctions honorifiques
- Officier de la Légion d'honneur (2 juillet 2001)[1]
- Commandeur de la Légion d'honneur (22 avril 2011)[1]
- Commandeur de l'ordre des Arts et des Lettres[1]
- Grand officier de l'ordre national du Mérite[1]